# Fiestas parentales
Las fiestas parentales o Parentalia eran fiestas fúnebres que se celebraban en la Antigua Roma todos los años del 13 al 21 de febrero en honor a los difuntos de una familia (parentes) y, a veces, de un país.
En tales ocasiones, se reunían los parientes y amigos de los muertos, visitaban las tumbas y realizaban sobre ellas sacrificios. También hacían ofrendas de leche, vino, miel y harina y celebraban festines.
En el primer día de la fiesta (el 13), una Virgen Vestal realizaba la apertura de los ritos públicos para el colectivo romano de los parentes en la "Tumba de la Vestal Tarpeya.". De acuerdo a Beard et al., el resto de la Parentalia era esencialmente doméstico y familiar.
Ovidio describe ofrendas sagradas (sacrificia) de guirnaldas de flores, trigo, sal, pan empapado en vino y violetas para las "sombras de los muertos" (manes o en Festus, di manes - "los buenos") ante las tumbas familiares de la necrópolis extramuros, para fortalecimiento de las obligaciones mutuas y los lazos protectores entre los vivos y los muertos. Este era un deber legal del paterfamilias (cabeza de familia).
Las Parentalia terminaban el 21 de febrero (otras versiones hablan del 22) en los ritos de medianoche de Feralia, la verdadera fiesta de los muertos. Se creía que ese día las almas de los muertos podían moverse libremente entre los vivos.
Era cuando los paterfamilias señalaban los malévolos aspectos destructivos de sus manes. La Feralia era una aplacación y un exorcismo: Ovidio pensaba que era más rural, primitiva y antigua que la propia Parentalia. Parece haber funcionado como un ritual de limpieza para el día siguiente, la fiesta de Caristia, cuando la familia mantenía un banquete informal para celebrar la amistad entre ellos y sus benevolentes muertos ancestrales (lares).
El énfasis en el culto colectivo para los manes y los antiguos di parentes implica su más allá como vago y con pérdida de individuación. En un culto posterior fueron revestidos con cualidades personales y durante el culto imperial, adquirieron numen divino y se convirtieron en divi.
Desde la Parentalia a la Caristia se cerraban todos los templos, las bodas estaban prohibidas, y "los magistrados aparecían sin sus insignias" (implicando que no se podía realizar ningún trabajo oficial). W. Warde Fowler describe la Parentalia como "prácticamente, la renovación anual del rito de los entierros."
El último día de las fiestas se honraba a los manes (espíritus de los antepasados) y se hacía un sacrificio en honor de la diosa Mania Tácita, considerada la señora de la muerte.
Ovidio (Fas. II, 571 a 615) recuerda a la diosa Tácita, Muta o Lara y el ritual a ella dedicada. Se trataba de una anciana rodeada de chicas que ponía tres granos de incienso en la puerta, hilos que unían la zona oscura y se ponía en la boca siete judías negras.
Recuerda un mito etiológico, según el cual, la vieja representaba a la ninfa Lala o Lara, hermana  de Yuturna, castigada por Júpiter, le cortó la lengua por haber revelado a Juno su historia de amor con Juturna. De acuerdo con este mito, los Lares serían gemelos nacidos de ella como consecuencia de la violencia fatal de Mercurio al llevarla al Hades por orden de Júpiter.
Debido a la celebración de estas fiestas en febrero, este mes se tenía por poco propicio para realizar otras actividades de carácter alegre.